# Fabián Dobles
Fabián Dobles (* 17. Januar 1918 in San Antonio de Belén, Costa Rica; † 22. März 1997 in San José) war ein costa-ricanischer Schriftsteller.

## Leben
Dobles studierte Rechtswissenschaften und war danach als Universitätsdozent für Sozialwissenschaften sowie als Englisch-Lehrer tätig. Er trat der Sozialistischen Partei Costa Ricas bei und war eines derer bekannteren Mitglieder. Als Aktivist wurde er 1949 politisch verfolgt und verlor seine Stelle als Lehrer.
Als Schriftsteller verfasste er Romane, Erzählungen und Gedichte, die seit den 1960er Jahren wieder populär wurden. Mit Ese que llaman pueblo (1942) schuf er den ersten Roman Costa Ricas zu Großstadtthemen.

## Ehrungen
- 1967 Premio Nacional Aquileo J. Echeverría[1] (Regierung von Costa Rica)
- 1968 Premio Nacioal de Cultura Magón[2] (Regierung von Costa Rica)

## Werke (Auswahl)
- Ese que Ilaman pueblo, 1942
- Aguas turbias, 1943
- Tú, voz de sombra, 1945
- La rescoldera, 1947
- El sitio de las sombras, 1950
- Historias de Tata Mundo, 1957
- El targuá, 1960
- En el San Juan hay tiburón, 1967
- El violín y la chatarra, 1967